# Apothécie

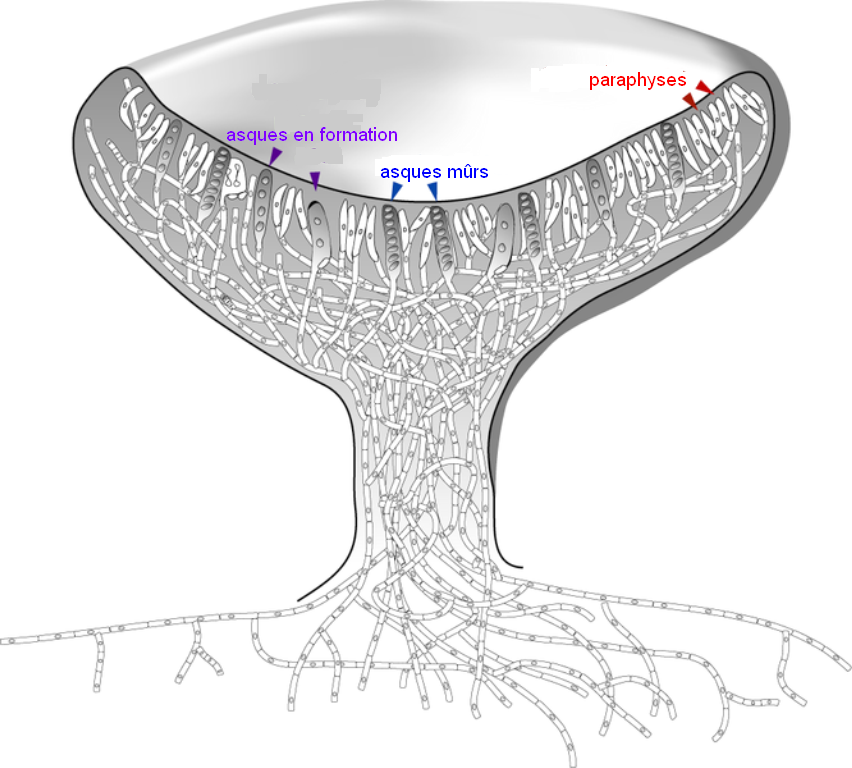
Coupe d'une apothécie avec des asques à différents stades et des paraphyses.

L'apothécie est la fructification des discomycètes. L'apothécie est parfois appelée pézize (bien que ce terme soit ambigu). 
Elle a la forme d'une coupe garnie intérieurement d'un hyménium nu (zone fertile) constitué d'asques (cellules reproductrices) et de paraphyses (filaments stériles entre les asques). 
Chez les lichens (organismes composés d'un champignon en association symbiotique avec une algue et/ou une cyanobactérie), les apothécies et les périthèces constituent les deux types de reproduction sexuée.    

## Étymologie
Le terme apothécie vient du grec ancien : ἀποθήκη (apothêkê, « réserve, entrepôt »). Ce dernier mot est lui même composé de ἀπό (apó, « hors de ») et de θήκη (thếkê, « boîte, coffre »).

## Apothécies chez les discolichens

### Différents types morphologiques
Il existe plusieurs types d'apothécies chez les discolichens, dont : 
- Les apothécies lécidéines sont des apothécies qui sont dites non bordées. Cela signifie que le cortex supérieur (couche supérieure du lichen) ne borde pas la coupe que forme l'apothécie. Ces apothécies sont facilement reconnaissables (à la loupe) car elles n'ont qu'une couleur. En général, les apothécies lécidéines sont de couleur noire ou foncée[6].
- Les apothécies lécanorines sont des apothécies qui sont dites bordées. Cela signifie que le cortex supérieur (couche supérieure du lichen) borde la coupe que forme l'apothécie. Ces apothécies sont facilement reconnaissables (à la loupe) car elles ont deux couleurs.
- Les lirelles sont des apothécies allongées en forme de lèvre.

Différentes formes d'apothécies
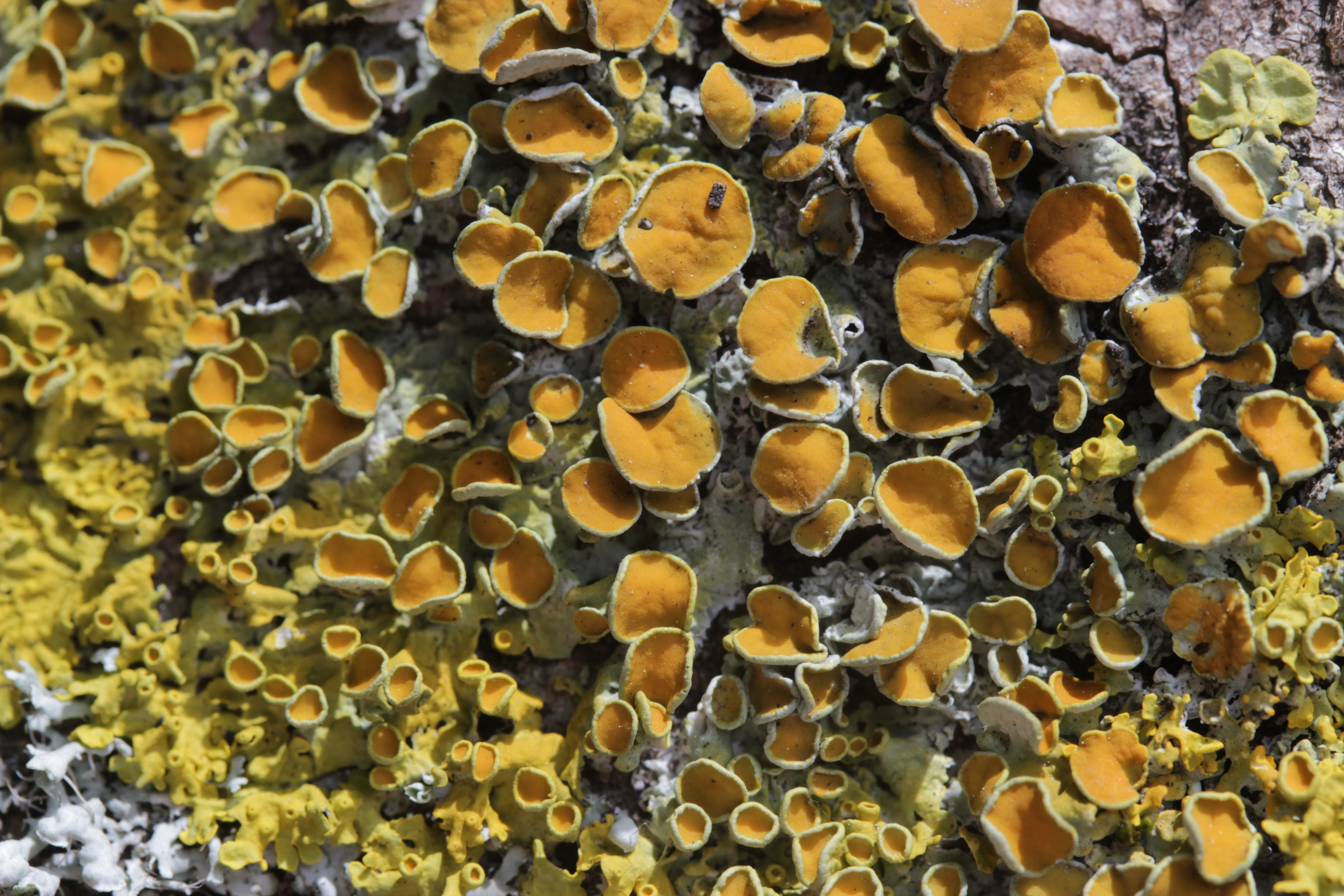
Apothécies orange plus intenses que les thalles chez Xanthoria parietina.
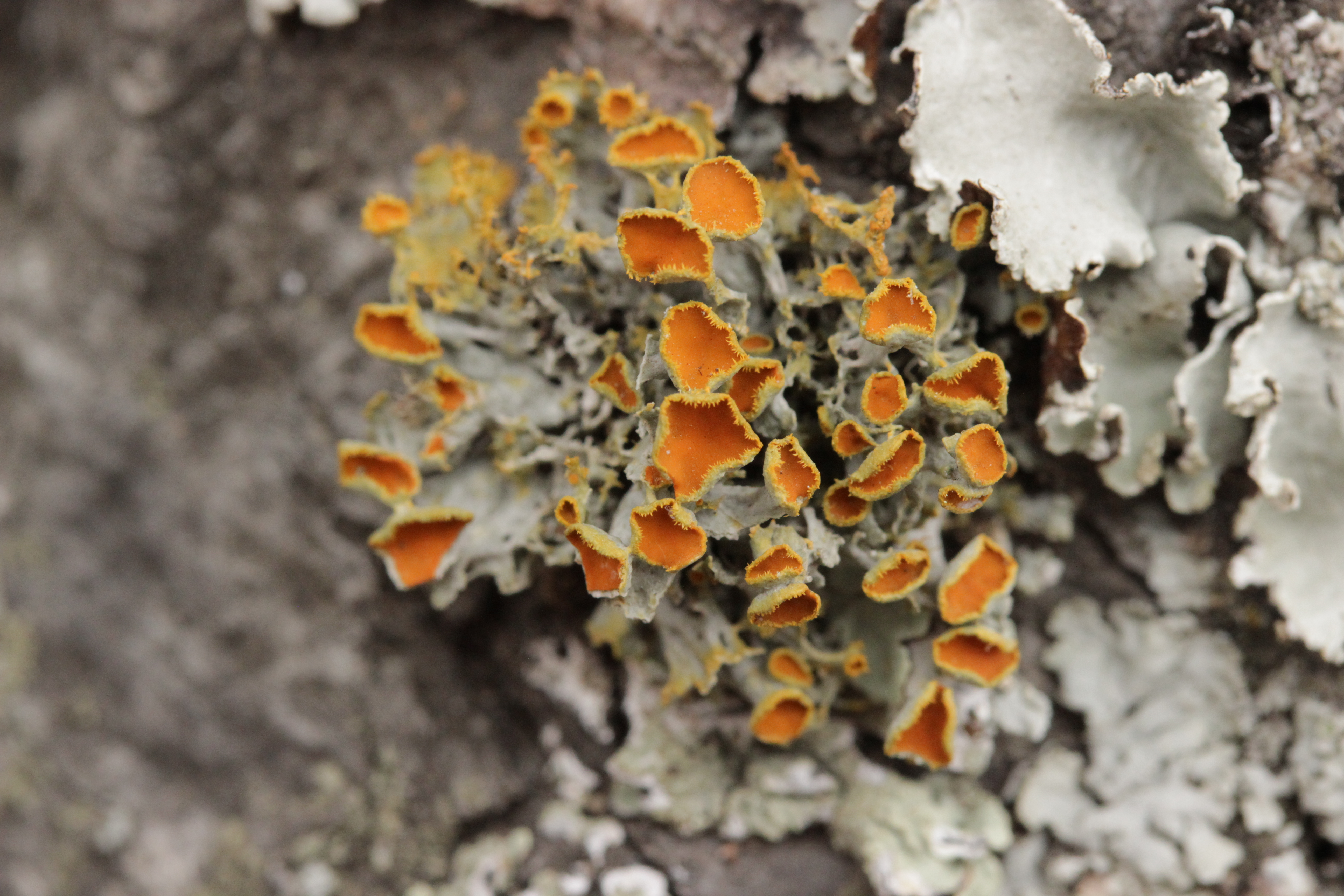
Apothécies ciliées de Teloschistes chrysophthalmus.

### Terminologie
Lorsque les lichens se reproduisent en formant des apothécies on dit que ce sont des discolichens. Dans le cas de formation de périthèces (fructifications sphériques), ils sont appelés : pyrénolichens. Ces deux termes :  « discolichens » et « pyrénolichens », ont un sens morphologique et non physiologique ou phylogénétique. 